# Comuna 13 (Ciudad de Buenos Aires)
La Comuna 13 es una de las 15 unidades administrativas en las que está dividida la Ciudad Autónoma de Buenos Aires. Está integrada por los barrios de Belgrano, Núñez y Colegiales. Está ubicada en el norte de la Ciudad, y cuenta con una superficie de 14,6 km². Su población total según el censo de 2010 es de 231 331 habitantes, lo que la convierte en la comuna más poblada de la ciudad, y la sexta más densamente poblada con 15 844,6 hab/km². De estos habitantes, 103 832 son hombres, el 44,9% y 127 499 son mujeres, las que representan el 55,1% del total de la comuna. El censo de 2001 registraba 228 226 habitantes, lo que representa un incremento del 1,4%.
La sede de la comuna se encuentra en Av. Cabildo 3067.

## Historia

### Orígenes
En sus orígenes, la zona formaba parte del Pago de los Montes Grandes o de la Costa, tierras propicias para la ganadería que se extendían desde Retiro hasta San Isidro y San Fernando, y eran atravesadas por el Camino Real del norte o del Alto (actual Avenida Cabildo) que se usaba para el traslado de materiales desde La Calera, un establecimiento que producía materiales para la construcción.

En 1855 se funda el pueblo que dos años más tarde recibiría el nombre de Belgrano, en honor a Manuel Belgrano. El núcleo histórico de esta población fue el área inmediata a las Barrancas de Belgrano en la orilla derecha del arroyo Vega, que actualmente corre "rectificado" y entubado bajo la calle Blanco Encalada. Años más tarde se crea el Partido de Belgrano, con aquel pueblo como cabecera, cuyos límites eran el Río de la Plata, el arroyo Maldonado y las actuales avenidas Warnes, del Campo, incluyendo su proyección dentro del Cementerio de la Chacarita, Chorroarín, de los Constituyentes y la calle Zufriategui de Vicente López, parte de su recorrido junto a la Avenida General Paz.
En 1873, con la inauguración de la Estación Núñez del Ferrocarril del Norte, se fundó un pueblo con el nombre de Saavedra, que dio origen a los barrios de Núñez y Saavedra.

### Incorporación a la Capital Federal
En 1880, luego de la derrota de Carlos Tejedor, gobernador de la provincia, en las elecciones presidenciales ante Julio Argentino Roca, la provincia de Buenos Aires decidió unilateralmente echar a las autoridades nacionales de la ciudad de Buenos Aires, que hasta entonces funcionaba como capital tanto de la provincia como de la Nación, por lo que el gobierno federal se instaló en la ciudad de Belgrano, en el edificio de la municipalidad (actual Museo Sarmiento), desde donde se dictó la ley de federalización de la ciudad de Buenos Aires. Tras el fin de las hostilidades, la ciudad volvió a su clima normal, hasta que en 1887 una ley nacional anexó los partidos de Belgrano y Flores a la Capital Federal.
En la década de 1990 llegó a la zona la extensión de la línea D del subte, que comunica la comuna con el centro de la ciudad.

### Creación de la Comuna
Las comunas nacen con la Ley N° 1 777, llamada "Ley Orgánica de Comunas" sancionada por la Legislatura de la Ciudad Autónoma de Buenos Aires el 1 de septiembre de 2005, promulgada por Decreto N° 1 518 del 4 de octubre de 2005 y publicada en el BOCBA N° 2292 del 7 de octubre de 2005.
Según la reforma del 22 de agosto de 1994, la Constitución de la Nación Argentina, en su Artículo 129 establece que: "La ciudad de Buenos Aires tendrá un régimen de gobierno autónomo, con facultades propias de legislación y jurisdicción, y su jefe de gobierno será elegido directamente por el pueblo de la ciudad. Una ley garantizará los intereses del Estado nacional, mientras la ciudad de Buenos Aires sea capital de la Nación. En el marco de lo dispuesto en este artículo, el Congreso de la Nación convocará a los habitantes de la ciudad de Buenos Aires para que, mediante los representantes que elijan a ese efecto, dicten el estatuto organizativo de sus instituciones".
El nuevo mapa político-administrativo de la Ciudad de Buenos Aires, culmina con la promulgación de la Constitución de la Ciudad de Buenos Aires el 1 de octubre de 1996. Ahora, los ciudadanos de la Capital Federal, tienen la posibilidad de elegir a su Jefe de Gobierno a través del voto directo (antes era elegido por el presidente de la Nación). La Legislatura de la Ciudad de Buenos Aires reemplaza al anterior Concejo Deliberante.
La gestión descentralizada de administración porteña estaba manejada por los C.G.P. (Centros de Gestión y Participación) hoy llamados Comunas. El pasado 10 de julio de 2011 los ciudadanos porteños votaron por primera vez a los Miembros de la Junta Comunal, que son 7 e integrarán un Órgano Colegiado que ejercerán el cargo durante 4 años, sin posibilidad de reelección sino con el intervalo de 4 años, o sea que la Junta Comunal se renovará en su totalidad cada 4 años.

## Demografía
| Población Histórica de la COMUNA 13 de la Ciudad Autónoma de Buenos Aires | Población Histórica de la COMUNA 13 de la Ciudad Autónoma de Buenos Aires | Población Histórica de la COMUNA 13 de la Ciudad Autónoma de Buenos Aires | Población Histórica de la COMUNA 13 de la Ciudad Autónoma de Buenos Aires |
| Año                                                                       | Habitantes                                                                | Censo de Población                                                        | Refer.                                                                    |
| ------------------------------------------------------------------------- | ------------------------------------------------------------------------- | ------------------------------------------------------------------------- | ------------------------------------------------------------------------- |
| 1991                                                                      | 250 224                                                                   | Censo argentino de 1991                                                   | [ 10 ]                                                                    |
| 2001                                                                      | 228 226                                                                   | Censo argentino de 2001                                                   | [ 10 ]                                                                    |
| 2010                                                                      | 231 331                                                                   | Censo argentino de 2010                                                   | [ 10 ]                                                                    |
| 2022                                                                      | 265 199                                                                   | Censo argentino de 2022                                                   | [ 2 ]                                                                     |

| Población Histórica de los BARRIOS de la COMUNA 13 de la Ciudad Autónoma de Buenos Aires (CABA) | Población Histórica de los BARRIOS de la COMUNA 13 de la Ciudad Autónoma de Buenos Aires (CABA) | Población Histórica de los BARRIOS de la COMUNA 13 de la Ciudad Autónoma de Buenos Aires (CABA) | Población Histórica de los BARRIOS de la COMUNA 13 de la Ciudad Autónoma de Buenos Aires (CABA) | Población Histórica de los BARRIOS de la COMUNA 13 de la Ciudad Autónoma de Buenos Aires (CABA) | Población Histórica de los BARRIOS de la COMUNA 13 de la Ciudad Autónoma de Buenos Aires (CABA) |
| Puesto                                                                                          | Barrio                                                                                          | Censo 1991                                                                                      | Censo 2001                                                                                      | Censo 2010                                                                                      | Censo 2022                                                                                      |
| ----------------------------------------------------------------------------------------------- | ----------------------------------------------------------------------------------------------- | ----------------------------------------------------------------------------------------------- | ----------------------------------------------------------------------------------------------- | ----------------------------------------------------------------------------------------------- | ----------------------------------------------------------------------------------------------- |
| 1°                                                                                              | Belgrano                                                                                        | 140 090                                                                                         | 126 816                                                                                         | 126 831                                                                                         | Sin cambios                                                                                     |
| 2°                                                                                              | Colegiales                                                                                      | 58 810                                                                                          | 52 391                                                                                          | 52 551                                                                                          | Sin cambios                                                                                     |
| 3°                                                                                              | Núñez                                                                                           | 51 324                                                                                          | 49 019                                                                                          | 51 949                                                                                          | Sin cambios                                                                                     |
| TOTAL                                                                                           | COMUNA 12                                                                                       | 250 224                                                                                         | 228 226                                                                                         | 231 331                                                                                         | 265 199                                                                                         |

## Junta comunal

### Composición 2023-2027
| Comuneros | Comuneros | Comuneros                  | Alianza | Alianza              |
| --------- | --------- | -------------------------- | ------- | -------------------- |
|           | PRO       | Florencia Fabiana Scavino  |         | Juntos por el Cambio |
|           | CC-ARI    | Leonardo Matías Palmieri   |         | Juntos por el Cambio |
|           | UCR       | Elizabeth Alicia Gazali    |         | Juntos por el Cambio |
|           | PRO       | Yuan Chi Cheng             |         | Juntos por el Cambio |
|           | PRO       | María Fernanda Ricci       |         | Juntos por el Cambio |
|           | PJ        | Diego Gonzalo Achile       |         | Unión por la Patria  |
|           | LLA       | Enrique Alejandro Thwaites |         | La Libertad Avanza   |

### Presidentes de la Junta Comunal
| N.º | Presidente                | Partido | Partido               | Alianza               | Período                                           |
| --- | ------------------------- | ------- | --------------------- | --------------------- | ------------------------------------------------- |
| 1   | Gustavo Javier Acevedo    |         | Propuesta Republicana | Propuesta Republicana | 10 de diciembre de 2011 - 10 de diciembre de 2015 |
| 2   | Gustavo Javier Acevedo    |         | Propuesta Republicana | Unión PRO             | 10 de diciembre de 2015 - 10 de diciembre de 2019 |
| 3   | Florencia Fabiana Scavino |         | Propuesta Republicana | Juntos por el Cambio  | 10 de diciembre de 2019 - 10 de diciembre de 2023 |
| 4   | Florencia Fabiana Scavino |         | Propuesta Republicana | Juntos por el Cambio  | 10 de diciembre de 2023 - En el cargo             |